# Rozpiętość kierowania
Rozpiętość kierowania – liczba osób podległych bezpośrednio kierownikowi w danej organizacji.
Większa rozpiętość kierowania powoduje zmniejszenie liczby szczebli kierowania przy tej samej ilości członków organizacji oraz zmniejszenie kosztów wynikających z wyższego wynagrodzenia dla osób na stanowiskach kierowniczych. Mniejsza rozpiętość kierowania z kolei przyczynia się do możliwości większej kontroli podległych kierownikowi członków organizacji. Jednakże w drugim przypadku wydłużają się kanały komunikacji, a co za tym idzie zwiększa się możliwość powstawania błędów w tych kanałach. Dłuższy będzie także czas przepływu informacji zatem i koszt jej przepływu. Z kolei duża rozpiętość kierowania wymaga dużej samodzielności pracowników na swoich stanowiskach pracy, co związane jest z wydatkowaniem funduszy organizacji na szkolenia. Wynika to z tego, iż kierownik będzie musiał posiadać wiedzę specjalistyczną na wiele tematów.
W przypadku zastosowania dużej rozpiętości kierowania struktura organizacji staje się płaska, przy niższej staje się bardziej wysmukła.

## Rodzaje rozpiętości kierowania
Wyróżnia się trzy rodzaje rozpiętości kierowania:
- formalną rozpiętość kierowania – czyli liczbę osób (podwładnych, komórek) formalnie bezpośrednio podporządkowanych jednemu kierownikowi.
- rzeczywistą rozpiętość kierowania – czyli liczbę osób (podwładnych, komórek) rzeczywiście bezpośrednio podporządkowanych jednemu kierownikowi.
- potencjalną rozpiętość kierowania – czyli liczbę osób (podwładnych, komórek) jaką w danych okolicznościach może efektywnie bezpośrednio kierować jeden przełożony.

Każdy kierownik posiada ograniczenie swojej rozpiętości kierowania, które wynika z jego osobowości, zakresu wiedzy, zdolności do obserwowania podwładnych, budżetu czasu jaki może poświęcić podwładnym. Jego rozpiętość kierowania zależy też np. od stopnia trudności pracy wykonywanej przez podwładnych i ich chęci do współpracy z kierownikiem oraz między sobą.
W dużych jednostkach organizacyjnych, w których jeden przełożony nie jest w stanie kierować bezpośrednio wszystkimi podwładnymi niezbędne staje się tworzenie pośrednich szczebli kierowania. Z momentem ich utworzenia przełożony najwyższego szczebla zmuszony jest do przekazania części swoich uprawnień do decydowania pośrednim kierownikom tak aby mogli oni w określonych sprawach samodzielnie podejmować decyzje. Przekazywanie uprawnień w dół nie jest całkowicie równoznaczne z przekazaniem odpowiedzialności. Podwładny, który otrzymał uprawnienia, lecz uchyla się od odpowiedzialności zwiększa stopień obciążenia odpowiedzialnością swego przełożonego. Niewłaściwe są także metody obciążania podwładnych częścią odpowiedzialności bez równoczesnego przekazania im odpowiednich uprawnień.

## Pojęcie i konsekwencje zbyt szerokiej formalnej rozpiętości kierowania
Ze zbyt szeroką formalną rozpiętością kierowania mamy do czynienia w przypadku gdy dochodzi do nadmiernego formalnego zwiększenia liczby podwładnych w stosunku do możliwości i zdolności kierownika. W takiej sytuacji kierowanie staje się fikcyjne a jego kontakty z bezpośrednimi podwładnymi są zbyt krótkotrwałe lub zbyt rzadkie. W takiej sytuacji pracą podwładnych często kieruje ktoś inny, ktoś kto nie jest formalnym kierownikiem. Zazwyczaj powstają nieformalne ośrodki władzy, często o charakterze negatywnym (tzw. potocznie kliki). Zbyt szeroka formalna rozpiętość kierowana może wywołać u danego kierownika następujące skutki:
- może ograniczyć w rzeczywistości kierowanie do wybranych osób – do poziomu swoich potencjalnych możliwości,
- może ograniczyć w rzeczywistości kierowanie częścią realizacji zadań wszystkich podwładnych-do poziomu swoich potencjalnych możliwości,
- wyznacza nieformalnego zastępcę,
- nie kieruje w rzeczywistości nikim lub prawie nikim, w każdym razie znacznie poniżej swoich potencjalnych możliwości,
- kieruje wszystkimi, jednak ze znacznym opóźnieniem w stosunku do wielu spraw ważnych, a nawet pilnych[3].

W przypadku szerokiej formalnej rozpiętości kierowania mamy do czynienia z tzw. „płaską”
strukturą organizacyjną. Jako przykład takiej struktury organizacyjnej (o zasięgu światowym) wielu autorów wskazuje Kościół Rzymskokatolicki.
Do zalet szerokiej formalnej rozpiętości kierowania i struktury płaskiej należą m.in. wyraźne rozgraniczenie zakresu władzy poszczególnych kierowników i podwładnych, krótsza odległość między kierownikiem naczelnego szczebla kierowania a szczeblem wykonawców na dole, zmniejszenie kosztów łączności pionowej, niższe koszty uposażenia dla mniejszej liczby kierowników (przy jednoczesnym i częstym wzroście kosztów uposażenia dla mniejszej liczby posiadającej jednak wyższe kwalifikacje kierowników oraz wzroście kosztów łączności kierownika z bezpośrednimi podwładnymi). Tworzenie płaskiej struktury organizacyjnej jest możliwe zazwyczaj wtedy, gdy czynności wykonywane przez podwładnych są jednorodne, masowe i nie wymagające ścisłej kontroli kierowniczej.

## Pojęcie i konsekwencje zbyt wąskiej formalnej rozpiętości kierowania
Ze zbyt wąską formalną rozpiętością kierowania mamy do czynienia wówczas gdy kierownik danego szczebla jest w stanie w rzeczywistości kierować większą liczbą bezpośrednich podwładnych niż wynika to ze struktury formalnej. W takiej sytuacji kierownik zazwyczaj poświęca na czynności kierownicze mniejszą ilość czasu niżby mógł w normalnych warunkach, poświęcając resztę czasu na czynności niekierownicze. W takiej sytuacji kwalifikacje kierownicze kierownika są zmarnowane. Czasami kierownik przez część swojego czasu pracy nie pracuje, co prowadzi do braku autorytetu wśród podwładnych.
Jeżeli mamy do czynienia ze zbyt wąską formalną rozpiętością kierowania w stosunku do potencjalnej rozpiętości kierowania może to wywołać u danego kierownika następujące skutki:
- im mniejsza formalna rozpiętość kierowania tym większe koszty zarządzania,
- im mniejsza formalna rozpiętość kierowania tym bardziej wydłużony przepływ informacji,
- im mniejsza formalna rozpiętość kierowania w stosunku do potencjalnej rozpiętości kierowania, tym większą (zbyt dużą) ilość czasu może poświęcić przełożony swoim podwładnym,
- im mniejsza formalna rozpiętość kierowania tym większa skłonność do przeformalizowania instytucji,
- im mniejsza formalna rozpiętość kierowania tym większe komplikowanie się procesów koordynacyjnych,
- im mniejsza formalna rozpiętość kierowania tym bardziej ograniczone wzajemne zastępowanie pracowników,
- im mniejsza formalna rozpiętość kierowania tym mniejsze prawdopodobieństwo wdrażania oddolnie zgłaszanych innowacji. (J. Dzida „Rozpiętość i zasięg kierowania w teorii i praktyce” PWN Warszawa 1969, s.44-45).

Konsekwencją wąskiej formalnej (również rzeczywistej) rozpiętości kierowania jest powstanie wieloszczeblowej „smukłej” struktury organizacyjnej a jako jej przykład możemy podać struktury organizacyjne instytucji wojskowych.

## Pojęcie i konsekwencje zbyt wąskiej rzeczywistej rozpiętości kierowania
Przypadek gdy rzeczywista rozpiętość kierowania w danej organizacji nie pokrywa się z formalną rozpiętością kierowania jest główną przyczyną tego, iż faktycznie kto inny podejmuje decyzje, zaś formalna odpowiedzialność spada na kogo innego.
Omawiając konsekwencje zbyt wąskiej rzeczywistej rozpiętości kierowania jako wielkości z zakresu organizacji rzeczywistej do potencjalnej rozpiętości kierowania, jako wielkości z zakresu organizacji nieformalnej należy podkreślić, że rzeczywista rozpiętość kierowania może być równa albo mniejsza, ale nie większa od potencjalnej rozpiętości kierowania.

## Metody pomiaru rozpiętości kierowania
Wyróżniamy następujące metody pomiaru rozpiętości kierowania:
- Intuicyjno-filozoficzne próby określenia rozpiętości kierowania. Do wskazanej grupy zaliczamy badaczy szacujących intuicyjnie rozpiętość kierowania takich jak H. Fayol, Hamilton, L. Urwick a wcześniej Napoleon.
- Matematyczno-statystyczne metody określania rozpiętości kierowania – są to metody, w których badacze podejmują próby określenia rozpiętości i zasięgu kierowania w sposób ściśle skwantyfikowany – za pomocą formuł matematycznych. Do przedstawicieli wskazanej grupy zaliczamy takich badaczy jak V.A. Graicunas, Hare, Slezinger, Masłow, J.L. Meji.
- Czynnikowe metody określania rozpiętości kierowania – są to metody charakteryzujące się określaniem rozpiętości kierowania przy pomocy wyodrębnionych czynników mających istotny wpływ na kształtowanie się rozpiętości kierowania kierowników różnego szczebla. Do badaczy zajmujących się wskazaną grupą metod zaliczamy m.in. S. Kowalewskiego, G.C. Fisha, H.Stieglitza, J.Jaszka.